# Římskokatolická farnost – děkanství Choceň
Římskokatolická farnost – děkanství Choceň je územním společenstvím římských katolíků v orlickoústeckém vikariátu královéhradecké diecéze.

## O farnosti

### Historie
Choceň je poprvé písemně doložena v roce 1227. Farní kostel, zasvěcený svatému Františku z Assisi – zde zvanému František Serafinský – je barokní stavba ze 30. let 18. století. Tehdy byla také postavena nová fara.

#### Přehled duchovních správců
- 1993–2009 R.D. Bohuslav Půlkrábek (děkan)
- 2009–2010 R.D. Mgr. Miroslav Dítě (administrátor)
- 2010–2014 R.D. ThLic. Jiří Pešek (administrátor)
- 2014–2015 R.D. Mgr. Vít Horák (administrátor ex currendo z Ústí nad Orlicí)
- od r. 2015 R.D. Mgr. Bogdan Roman Ganczarski (administrátor)

### Současnost
Farnost má sídelního duchovního správce, který spravuje pouze tuto jedinou farnost.
| Kostel                            | Místo          | Bohoslužba                                 | Bohoslužba                 | Poznámka        |
| --------------------------------- | -------------- | ------------------------------------------ | -------------------------- | --------------- |
| Kostel Všech svatých              | Běstovice      | neslouží se pravidelně                     | neslouží se pravidelně     | filiální kostel |
| Kostel sv. Filomény               | Bošín          | 5. neděle v měsíci                         | 10.30                      | filiální kostel |
| Kostel Nanebevzetí Panny Marie    | Hemže          | 3. neděle v měsíci                         | 10.30                      | filiální kostel |
| Kostel sv. Františka Serafinského | Choceň         | neděle pondělí středa čtvrtek pátek sobota | 9.00 7.15 18.00 7.15 18.00 | farní kostel    |
| Kostel sv. Anny                   | Koldín         | 4. neděle v měsíci                         | 10.30                      | filiální kostel |
| Kostel svaté Máří Magdaleny       | Skořenice      | 2. neděle v měsíci                         | 10.30                      | filiální kostel |
| Kostel Nanebevstoupení Páně       | Sruby          | 2. neděle v měsíci                         | 16.00                      | filiální kostel |
| Kostel sv. Víta                   | Újezd u Chocně | 1. neděle v měsíci                         | 10.30                      | filiální kostel |